# Mitutoyo
Mitutoyo Corporation (Mitutoyo Corporation, Kabushiki Kaisha Mitutoyo) és una empresa multinacional japonesa especialitzada en instruments de mesura i tecnologia metrològica, amb seu a Takatsu-ku, Kawasaki, Kanagawa, al Japó.
Va ser fundada l'any 1934 per Yehan Numata (沼田 恵範 Numata Ehan).

## Història
Mitutoyo va ser fundada per l'empresari japonès Yehan Numata el 1934. Numata havia passat la dècada de 1920 als Estats Units, on va estudiar a la Universitat de Califòrnia, Berkeley. Mentre estudiava, va deixar una profunda impressió en els de Berkeley, fet que el va portar a ser reconegut molts anys més tard. Va entrar per primera vegada als Estats Units per estudiar l'any 1921 i va passar els anys següents estudiant matemàtiques i estadística com a estudiant de grau. Va romandre a la UC Berkeley fins al 1928, quan va rebre el seu màster. Numata va tornar al seu Japó natal on va posar en marxa la Corporació Mitutoyo. Es creu que créixer durant el període Meiji al Japó i també presenciar els mercats industrials dels Estats Units abans de la Gran Depressió, va donar inspiració a Numata per formar la seva pròpia corporació.
El 22 d'octubre de 1934, Numata va establir Mitutoyo. En el moment del llançament, Mitutoyo només tenia un sol producte, el micròmetre. La dècada de 1930 al Japó va ser un període d'industrialització i Numata va formar part d'un moviment més ampli per començar a produir tecnologia estrangera a nivell nacional. Abans d'això, el Japó estava molt centrat en els tèxtils, amb Mitutoyo formant les bases del Japó tècnicament avançat que veiem avui. El govern japonès va invertir molt a la dècada de 1930 en infraestructures, especialment en el ferrocarril. Això va provocar un ràpid creixement de la fabricació en diversos sectors. Aquest enfocament en la fabricació, va permetre a Numata formar una instal·lació de recerca i desenvolupament a Kamata, Tòquio, on va començar a experimentar amb la creació de micròmetres. Durant un període de tres anys, Numata va desenvolupar el primer producte de Mitutoyo, un micròmetre de fabricació japonesa.
Després de l'esclat de la Segona Guerra Mundial, la demanda de fabricació en nombrosos països es va intensificar, a causa de la gran demanda d'equipament militar avançat. Tanmateix, aquesta exigència va fer que sovint es prenguessin dreceres i que l'estandardització no fos habitual. Això significava que sovint es produïen micròmetres que no eren estàndard, amb només uns pocs fabricants capaços de lliurar micròmetres d'alta qualitat. Numata va diferenciar els seus productes oferint grans quantitats amb estandardització. Aquest moviment a Mitutoyo i altres empreses de fabricació durant la Segona Guerra Mundial va portar finalment a la creació de la fabricació just-in-time.
A mesura que la tecnologia electrònica es va estendre més a la dècada de 1970, Mitutoyo va aplicar l'electrònica a la seva línia d'equips de mesura dimensional per incloure eines de mesura electròniques o digitals. Durant aquest temps també va començar a oferir instruments de mesura més grans, més complexos i més sensibles, inclosos comparadors òptics, equips de mesura de formes i màquines de mesura de coordenades (CMM). Quan es va introduir el control de processos estadístics (SPC).

## Gamma de productes Mitutoyo

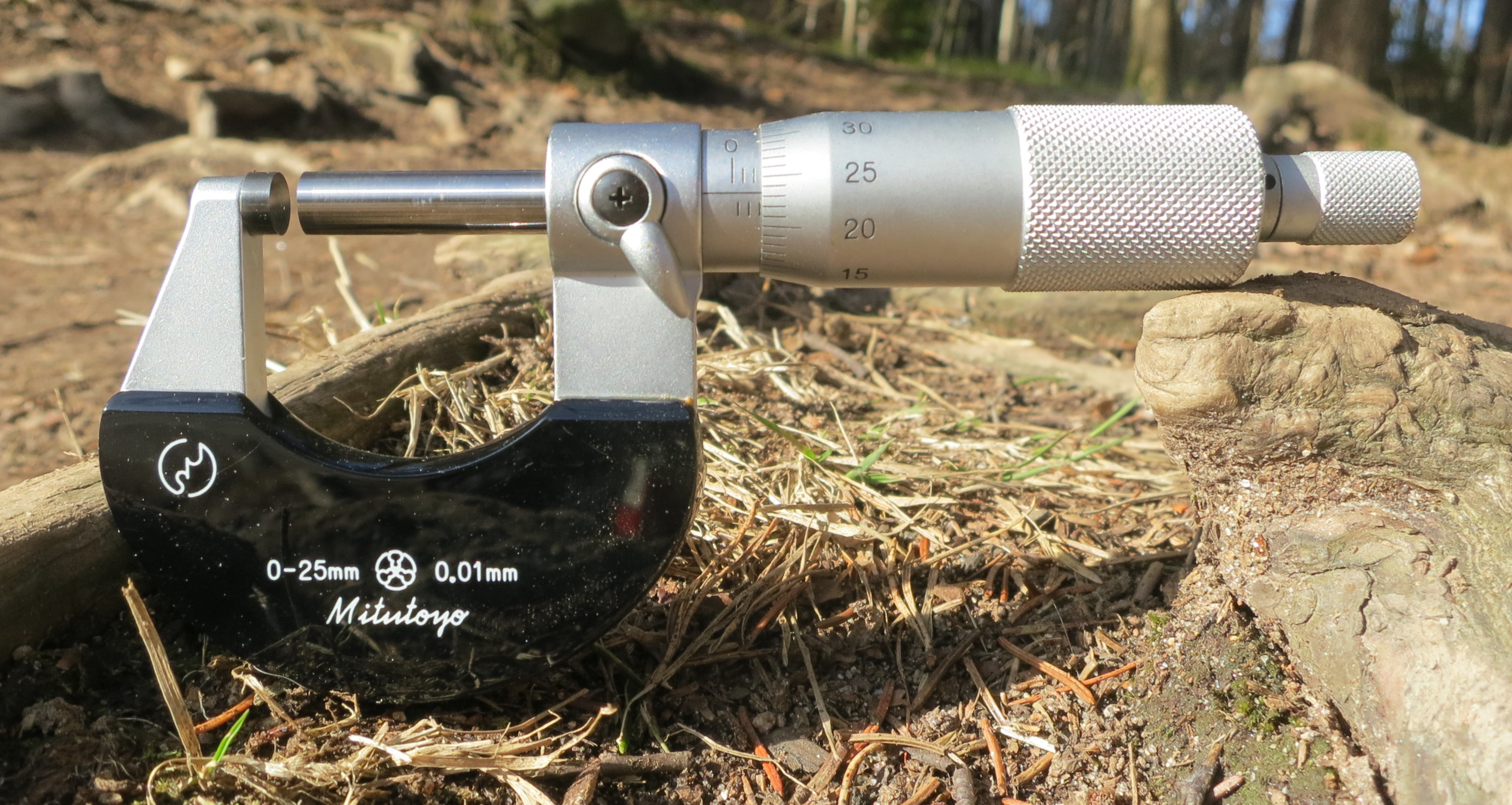
Un micròmetre de Mitutoyo

Mitutoyo ofereix una àmplia gamma d'instruments de mesura de precisió:
- micròmetres;
- pinces lliscants;
- columnes de mesura;
- perfilòmetres (mesura de perfils);
- instrument de mesura de forma;
- tascons i marbres;
- màquines de mesura tridimensionals (màquines 3D);
- provadors de duresa;
- focus de perfil;
- microscopis de mesura;
- lents de treball de llarga distància;
- màquines de mesura per anàlisi d'imatge (màquina de visió).